# 殴る女 オリジナル・サウンドトラック
『殴る女 オリジナル・サウンドトラック』（なぐるおんな オリジナル・サウンドトラック）は、大島ミチルによるフジテレビ系ドラマ『殴る女』のサウンドトラック。1998年11月21日にソニーレコードより発売された。

## リリース・音楽性
通常盤のみの1形態で発売。大島ミチルが音楽を担当するフジテレビ系ドラマ『殴る女』のサウンドトラックで、主題歌であるMr.Childrenの「終わりなき旅」のアレンジ・バージョンを含むドラマの劇伴を全17曲収録している。

## 収録曲
- 全作曲：大島ミチル（#4, #13除く） / 全編曲：大島ミチル / サウンド・プロデュース：伊藤圭一 / プロデュース：桑名裕子

1. 居るべき場所 ～予感 [3:04]
2. 光の中へ ～鼓動 [2:13]
3. 闘い [1:54]
4. 終わりなき旅 ～ピアノ・ソロ・ヴァージョン [4:03]
  - 作曲：桜井和寿

Mr.Childrenの15thシングルのインストゥルメンタル・アレンジ・バージョン。
5. 挫折 [3:46]
6. 神様のいたずら ～運命 [2:03]
7. 光の中へ ～静寂 [2:18]
8. 陰謀 ～危機 [2:07]
9. 居るべき場所 ～友情 [2:40]
10. 都会 [2:04]
11. 孤独 [2:39]
12. 居るべき場所 ～ピアノ・ソロ・ヴァージョン [1:51]
13. 終わりなき旅 ～ストリングス・ヴァージョン [2:14]
  - 作曲：桜井和寿

Mr.Childrenの15thシングルのインストゥルメンタル・アレンジ・バージョン。
14. 光の中へ ～躍動 [1:59]
15. 二人 [1:04]
16. 恋心 [1:41]
17. 居るべき場所 ～勇気 [2:20]

## 参加ミュージシャン
- 篠崎グループ：Strings
- 須川展也：Sax (#1, #2, #5 - #9, #14, #15, #17)
- 旭孝：Flute
- 石橋雅一：Oboe
- 十亀正司：Clarinet
- 小形眞子 ：Piano
- 大島ミチル：Piano
- 草刈とも子：Percussion
- 数原グループ：Brass